# 다낭항
다낭항(베트남어: Cảng Đà Nẵng)은 베트남 중부 남중국해에 접하는 다낭시의 한강 어귀에 위치한 주요 항구이다. 다낭항은 베트남 제3의 항구이다. (호찌민시의 사이공항과 하이퐁항에 이어). 항구는 라오스, 태국과 버마와 베트남을 연결하는 경제회랑인 동서경제회랑의 한쪽 끝에 위치하고 있다. 베트남 국영 선적회사인 비나라인(Vinalines)이 항만 당국이다.
2008년 다낭 항은 270만 톤의 화물을 처리하였으며, 그 중 120만 톤은 수출, 525,900톤은 수입, 985,600톤은 국내 화물이었다. 2008년에 29,600명 이상의 승객이 항구를 통과했으며, 이것은 전 해에 비해 크게 증가한 수치이다. 항구의 기반시설이 유람선을 수용할 수 있도록 특별히 설계되지는 않았지만, 최근 몇 년간 다낭 항에 도킹하는 대형 유람선의 수가 증가했다. 2010년 첫 2개월에만 6,477명의 승객을 운송하였고, 12척의 유람선이 다낭에 정박했다.

## 역사

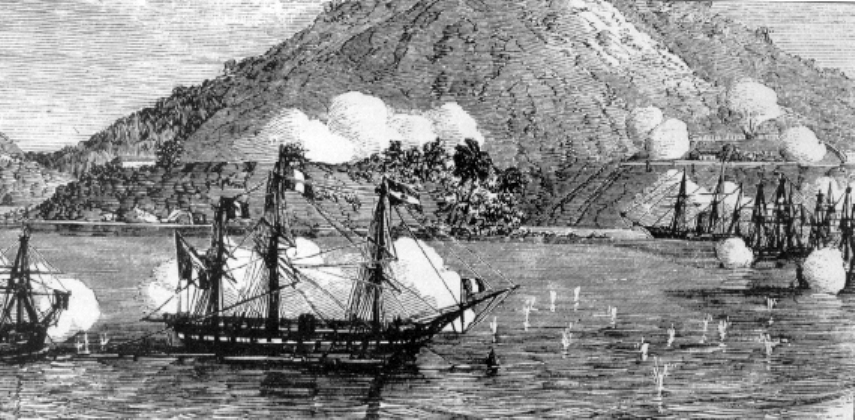
1858년 다낭 항을 공격하는 프랑스 함선

다낭은 16세기에 유럽 상인이 처음으로 다낭에 도착하기 훨씬 이전부터 수세기 동안 항구 도시였다. 도시를 방문한 최초의 유럽인 중 한 명은 1535년 다낭 항에 정박한 포르투갈 탐험가 안토니오 데 파리아였다. 데 파리아는 이 지 그의 영향으로 포르투갈 선박이 정기적으로 호이안(당시로서는 다낭보다 훨씬 중요한 항구였다.)에서 다낭을 방문하기 시작했다.
17세기와 18세기에 프랑스와 스페인 상인들과 선교사들은 정기적으로 다낭 남쪽의 호이안에 상륙했다. 자롱 황제는 1787년에 루이 16세와 조약을 맺고 군사원조를 약속받는 대가로 프랑스에 다낭 항을 조차했다.
1835년, 민망 황제의 명령에 따라 유럽 선박이 다낭을 제외하고 상륙하거나, 무역 행위를 금지하는 조치를 내리자, 이 항구는 호이안을 빠르게 앞질러 중부 지방에서 가장 큰 상업 항구로 성장했다.
1847년, 세실 제독이 파견한 프랑스 선박은 티에우찌 황제가 카톨릭 선교사를 박해한다는 이유로 다낭을 공격했다. 1858년 8월 이번에는 뜨득 황제가 카톨릭 선교사들에 대한 박해를 한다는 명분으로 또 한번 징벌적 코친차이나 원정의 일부로 샤를 리고 드 주누이 제독이 이끄는 프랑스군이 다낭 항을 침탈했다.
베트남군을 압도한 프랑스군은 신속하게 다낭과 띠엔사 반도를 점령하고, 다낭에 주둔했다. 다낭(프랑스어로 Tourane)과 그 항구는 1950년대에 프랑스령 인도차이나가 공식적으로 해체되는 1954년까지 프랑스로 넘어갔다.

## 시설

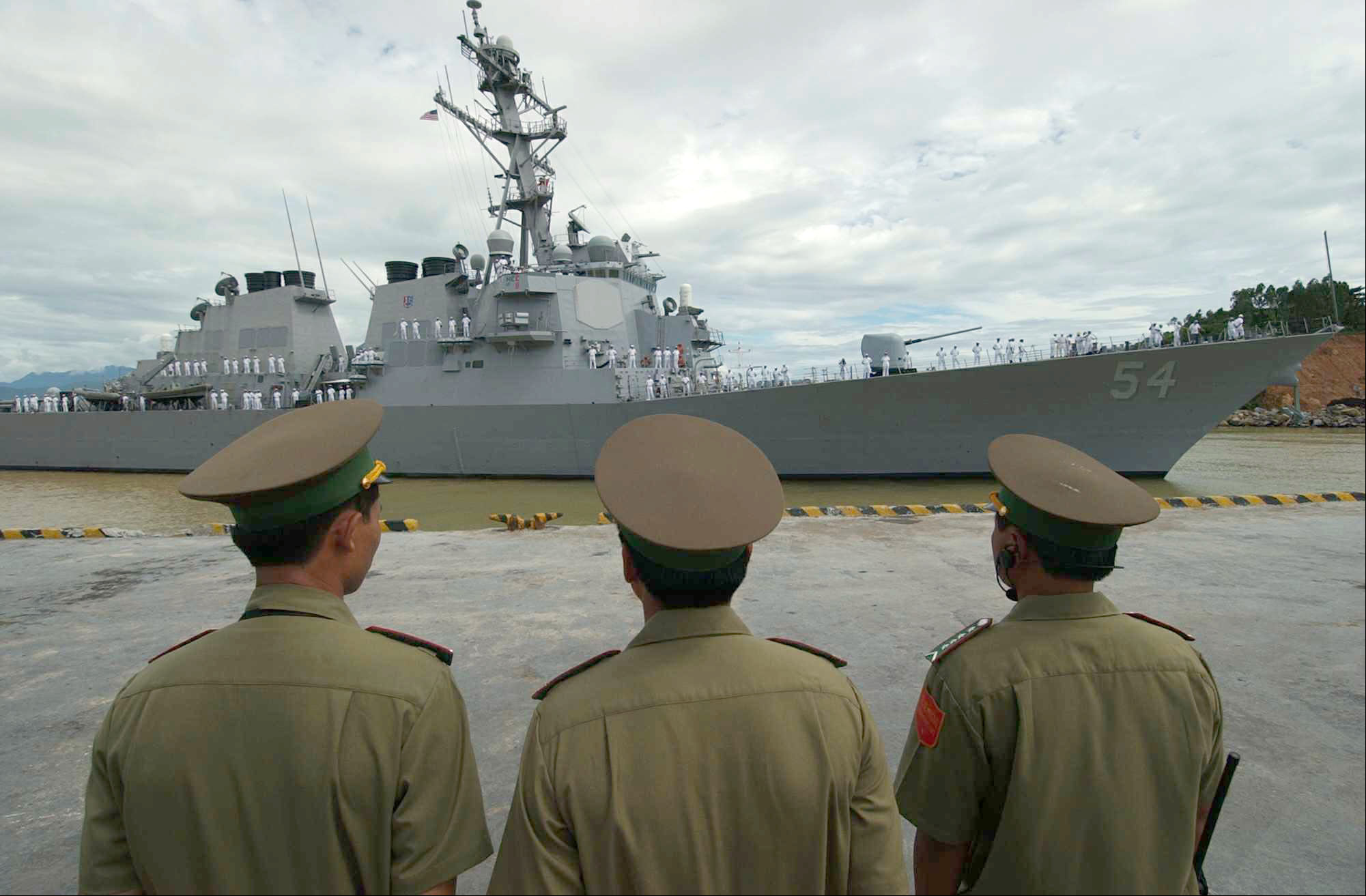
다낭항에 정박하는 를 바라보는 베트남 군 관계자

다낭 항구는 두개의 주요 터미널(띠엔사 항구와 한강 터미널)과 추가 화물 창고인 토꽝 스테이션으로 구성된다. 항구의 전체 면적은 299,256m2이며, 그중 29,204mm2는 창고 공간, 183,722m2는 야적장 공간이다.
최근 몇 년간 크루즈선을 입항할 수 있도록 특별한 인프라를 설계하지 않았음에도 불구하고 다낭 항에 도킹된 대형 유람선의 수가 증가했다. 이러한 한계로 인해 유람선은 일반적으로 2 ~ 3일 정도의 짧은 체류를 한다. 2010년 첫 두 달 동안 12척의 크루즈 선박이 유럽, 미국, 캐나다 및 호주를 중심으로 6,477명의 관광객을 태우고 다낭 항구에 정박한 것으로 보고 되었다.

### 띠엔사 항구

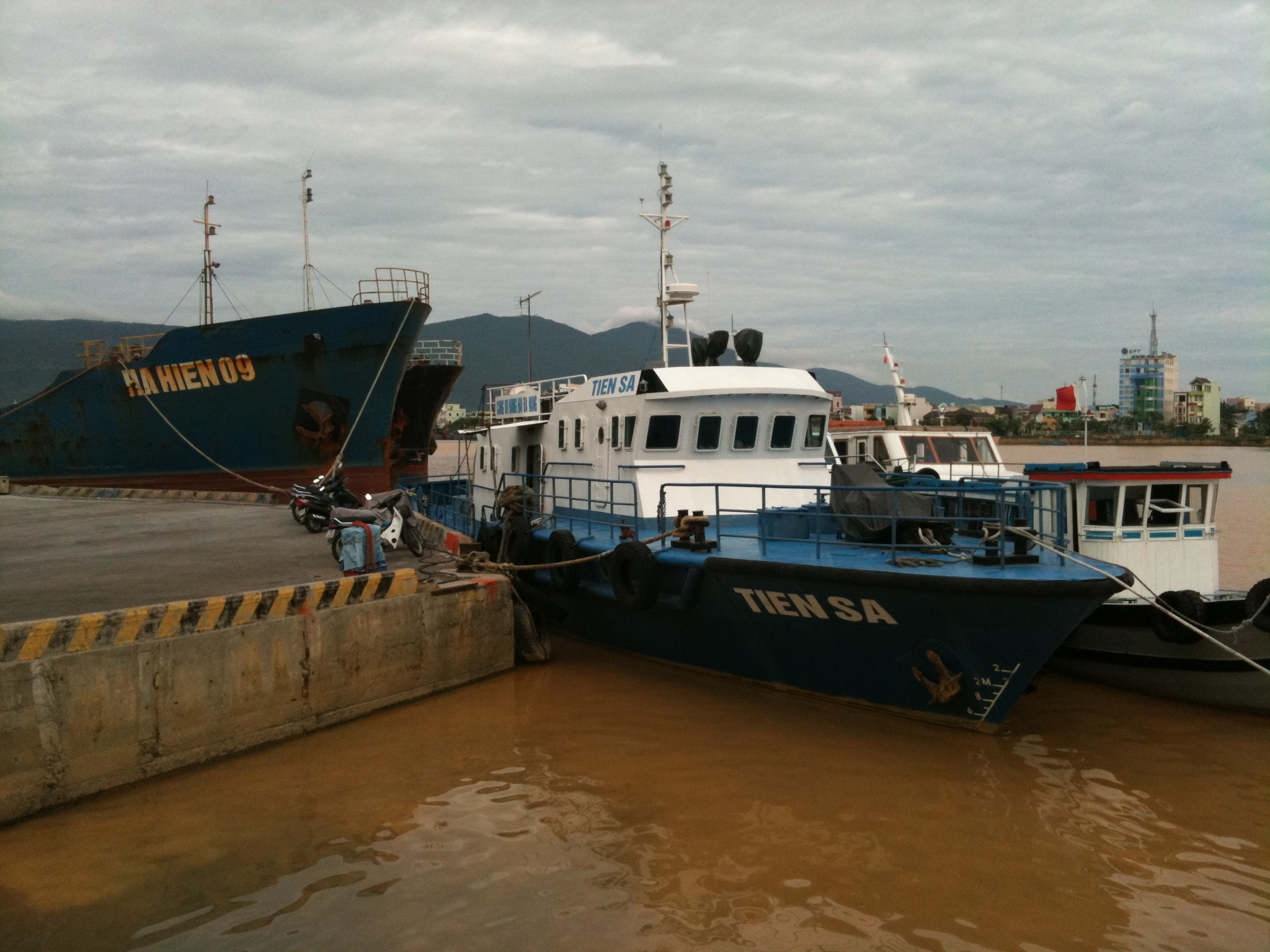
한강 터미널에 정박하는 배

띠엔사 항구(Tiên Sa Seaport)는 운항 깊이가 11m이며, 최대 45,000 DWT까지 중형 유조선과 최대 2,000 TEU의 컨테이너선과 최대 75,000 GRT의 대형 크루즈를 받을 수 있다. 450m 방파제는 높은 파도와 몬순으로부터 보호한다. 터미널에는 총 185m의 두 출입교각(finger pier)을 따라 위치한 4개의 정박지와 해안을 따라 부두에 225m의 정박지가 있으며 총 965m에 이르는 5개의 정박지가 있다.) 이 터미널의 처리 용량은 연간 450만 톤 이상이다. 티엔사 터미널은 13,665m2의 창고 공간과 138,251m2의 야적장을 포함하고 있다.

### 한강 터미널
한강 터미널(Sông Hàn Terminal)의 어프로치는 12해리 (22km)이며 운항 깊이는 6 ~ 7m이다. 터미널에는 해안을 따라 위치한 5개의 정박장이 있다. 1번 정박장은 140m 길이이며, 2번과 3번 정박장은 100m 길이이며, 4번 정박장은 90m 길이이며, 5번 정박장은 98m 길이로 총 528m이다. 한강 터미널은 5,000 DWT까지의 선박을 수용할 수 있다. 처리 용량은 연간 100만 톤 이상이다. 한강 터미널은 3,314 m2의 창고 공간과 16,330 m2의 야적 공간을 포함한다.

### 토꽝 스테이션
토꽝 스테이션(Tho Quang Station)에는 12,225 m2의 창고 공간과 29,141 m2의 야적 공간이 있다.

## 같이 보기
- 다낭 국제공항